# 서천군 (1971년 선거구)
서천군은 대한민국의 옛 국회의원 선거구이다. 당시 충청남도 서천군 지역을 관할했다.

## 역사
제8대 국회의원 선거를 앞두고 서천군·보령군 선거구에서 분리되면서 신설되었다.
제9대 국회의원 선거를 앞두고 부여군, 보령군 선거구와 통합되어 부여군·서천군·보령군 선거구를 이루게 됨에 따라 폐지되었다.

## 역대 국회의원
| 선거   | 정당 | 정당       | 의원   |
| ------ | ---- | ---------- | ------ |
| 1971년 |      | 민주공화당 | 이상익 |

## 역대 선거 결과

### 대한민국 제8대 국회의원 선거
|  | 57.05% |

|  | 41.16% |

|  | 1.77% |